# Майлен (Цюрих)
Майлен (нім. Meilen) — місто  в Швейцарії в кантоні Цюрих, округ Майлен.

## Географія
Місто розташоване на відстані близько 100 км на схід від Берна, 14 км на південний схід від Цюриха.
Майлен має площу 11,9 км², з яких на 29% дозволяється будівництво (житлове та будівництво доріг), 45,5% використовуються в сільськогосподарських цілях, 24% зайнято лісами, 1,4% не є продуктивними (річки, льодовики або гори).

## Демографія
2019 року в місті мешкало 14 335 осіб (+14% порівняно з 2010 роком), іноземців було 23,2%. Густота населення становила 1201 осіб/км².
За віковим діапазоном населення розподілялося таким чином: 20,7% — особи молодші 20 років, 58,2% — особи у віці 20—64 років, 21,1% — особи у віці 65 років та старші. Було 6259 помешкань (у середньому 2,3 особи в помешканні).
Із загальної кількості 5910 працюючих 106 було зайнятих в первинному секторі, 1194 — в обробній промисловості, 4610 — в галузі послуг.